# Johannes Visscher

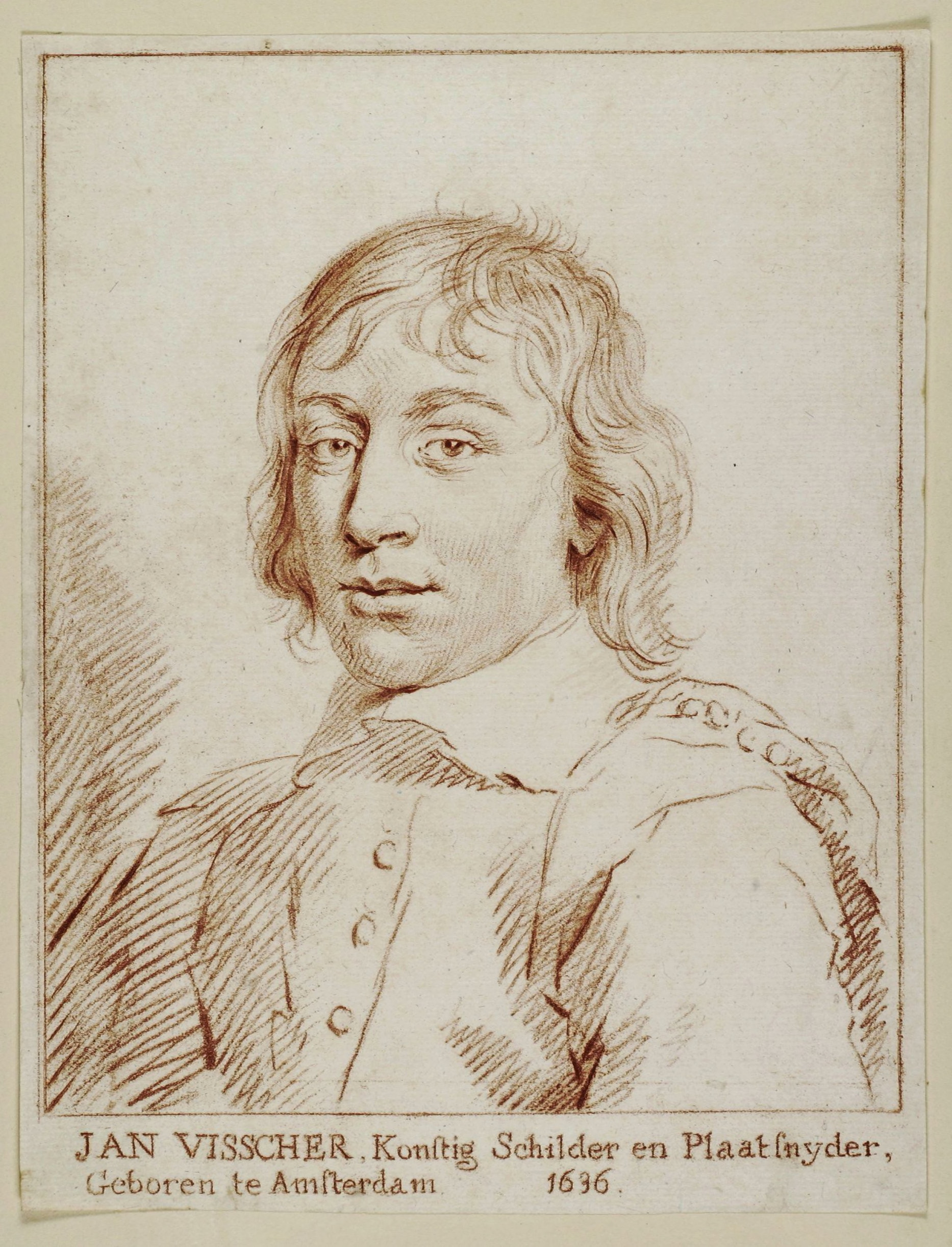
Johannes Visscher (naar C. de Visscher)

Johannes Visscher (Haarlem, 1635/1636 – Amsterdam, begraven 30 maart 1712) was een Noord-Nederlands prentkunstenaar, reproductie-etser, schilder en tekenaar.
Hij was de broer van de graveurs Cornelis en Lambert Visscher en werd op 30 oktober 1658 vermeld als poorter van Amsterdam. Op 30 oktober 1657 trouwde hij in Amsterdam met Catharina Adriaens, met wie hij een dochter kreeg. Na het overlijden van zijn vrouw hertrouwde hij op 7 juni 1675 met Margirtie van Aenhout.
Visscher stond vooral bekend om zijn prenten en reproductie-etsen en was actief in zowel Haarlem als Amsterdam. Zijn werk bestond voornamelijk uit landschappen en portretten. Rond 1690 begon hij met schilderen onder de begeleiding van Michiel Carrée. Er is één schilderij van hem bekend, dat zich in een privécollectie bevindt en in bruikleen is gegeven aan het Frans Hals Museum. 
- Auckland Art Gallery Toi o Tāmaki: 9129
- Biblioteca Nacional de España: XX999528
- Bibliothèque nationale de France: cb149751486 (data)
- Biografisch Portaal: 08543289
- Digitale Bibliotheek voor de Nederlandse Letteren: viss085
- Gemeinsame Normdatei: 139081895
- International Standard Name Identifier: 0000 0001 1451 4289
- KulturNav: 278720b4-c6b3-4922-a2f8-c03209e59775
- Library of Congress Control Number: nr96014151
- National Gallery of Victoria: 4077
- Nationale bibliotheek van Australië: 45348991
- Nationale Bibliotheek van Israël: 987008798564505171
- Nationale Bibliotheek van Polen: a0000002100031
- Nederlandse Thesaurus van Auteursnamen: 095129898
- RKD-Nederlands Instituut voor Kunstgeschiedenis: 81251
- Système universitaire de documentation: 081120818
- Museum of New Zealand Te Papa Tongarewa: 2344
- Trove: 1471133
- Union List of Artist Names: 500025525
- Virtual International Authority File: 89804747
- WorldCat: E39PCjwHG7D8cWbBGQ4x3jm7d3